# Campeonato de luta livre profissional
Um título (ou Championship, como é chamado em inglês) da luta profissional é um reconhecimento promovido pelas organizações de wrestling profissionais.
A posse do título é determinada pelas lutas de wrestling profissional, nas quais os lutadores estão envolvidos em uma rivalidade dentro de um angle. As narrativas criadas entre vários competidores, que os rotulam como vilões e heróis.

## História
A função de um título dentro de uma promoção de wrestling é ser ganho em uma luta pelo título. Os participantes deve, competir pelo cinturão, e defendê-lo ao ganharem. Esses títulos são fisicamente representados por cinturões de campeão. No caso de um time de Wrestlers, haverá um cinturão para cada membro.
Praticamente todas promoções de wrestling profissional tem um título título grande, algumas tem mais que um. Títulos são designados por divisão de peso, altura, sexo e estilo de luta, entre outros critérios.
Tipicamente, cada promoção reconhece apenas seus próprios títulos, embora "cross-promotion" ocorra. Quando uma promoção compra ou absorve outra, os títulos da promoção que foi comprada ou absorvida podem ser defendidos nas novas promoções, serem descartados, ou se tornarem "unificados" com outro título que já existia na promoção.
Os dirigentes de uma promoção colocarão os títulos nas mãos de wrestler que eles acreditam que chamarão maior interesse do público. Títulos pouco conceituados podem ser usados em wrestlers que mostram grande potencial, isso para elevar o título à audiência. No entanto outras circunstâncias podem determinar o uso do título. Uma combinação da linhagem do título, o calíbre dos wrestlers, e a frequencia que o cinturão muda de mãos, dita a percepção da qualidade, e reputação do título.
Conquistar um título pode ser fundamental para a carreira de um wrestler, se tornando uma medida da habilidade dele. Os Wrestlers que mais ganham títulos tendem a se tornar lendas. O Wrestler americano Ric Flair teve diversos reinados World Heavyweight Championship, em suas décadas de carreira. O Wrestler japonês "Último Dragón" ganhou e defendeu 10 títulos simultaneamente.

## Estilos de Cinturões

Cinturão do WWE Intercontinental Championship

Cinturões de campeão são modelados para se parecerem com os de boxe, e outras artes marciais. Eles são feitos de placas de ouro ou algum outros metais preciosos, normalmente contendo o nome do título e seu atual portador. A cor e os desenhos variam para cada título de cada promoção.
Desde 2002, todos os grandes títulos da WWE tiveram o nome do atual portador escrito no cinturão. Ao o estilo do NWA Championship dos anos 80 (Apelidado de "Big Gold Belt"), Que depois se tornou o cinturão principal da World Championship Wrestling, que inclui o a plaquinha com o nome. Quando os títulos da WWE e da WCW foram unificados e se tornaram o WWE Undisputed Championship, o novo cinturão incuia a plaquinha com o nome.

## Campeões machucados
O destino do título depende da condição do campeão. O campeão pode ser forçado a deixar se título vago caso ocorra ele se machuque seriamente.
No entanto(raramente), um campeão pode ficar com seu título enquanto espera retornar de seu afastamento por machucado. Na WWE, Trish Stratus e Maryse Ouellet mantiveram seus Women's e Diva's respectivamente enquanto estavam afastadas.

## Classificações
Existem diversos tipos de classificação para os cinturões, variando de diversas formas, e importância:

### Títulos principais
Os tipos mais comuns de títulos são os regionais. A maioria das promoções vão se dizer detentora de um cinturão mundial ou algo do mesmo status global, que sempre ocupa a posição central na promoção. Essas promoções irão alegar tambem ter um título que corresponde de forma nacional ou internacional como o segundo título mais importante.
Exemplos de títulos de Peso-pesado principais em suas promoções:
- WWE Universal Championship
- World Heavyweight Championship[1]
- WWE Championship[2]
- AEW World Championship
- ECW World Heavyweight Championship
- AJPW Triple Crown Heavyweight Championship
- IWGP Heavyweight Championship
- GHC Heavyweight Championship
- AAA Mega Championship
- CMLL World Heavyweight Championship
- ROH World Championship
- TNA World Heavyweight Championship
- MLW World Heavyweight Championship
- PWG World Championship
- NWA World Heavyweight Championship
- WCW World Heavyweight Championship
- WCW International World Heavyweight Championship
- AWA World Heavyweight Championship
- NXT Championship(WWE)

Exemplos de títulos nacionais e Internacionais:
- WWE Intercontinental Championship[3]
- WWE United States Championship[4]
- WWE European Championship[5]
- AAA Latin American Championship
- IWGP Intercontinental Championship
- IWGP United States Heavyweight Championship

Promoções menores optam por não alegar ter um título mundial, já que sua área de atuação está normalmente apenas em uma pequena área. Nessas promoções, um título nacional, um título estadual, ou até título de uma região específica serão considerados o prêmio máximo daquela promoção.
Exemplos de títulos estaduais e regionais:
- ECW Maryland Championship
- ECW Pennsylvania Championship

Alguns títulos da Luta Profissional brasileira:
- BWF Rei do Ringue
- Campeonato Brasileiro da BWF

### Cinturões por classes de peso
Outra classificação comum de títulos são as classes de peso. Tipicamente a promoções preferem ter um título de Pesos-pesados como prêmio máximo, onde outras designações como títulos de médio-pesado, meio-médio, ou peso-pena. Promoções usam uma classificação de Peso-cruzador, enquanto outras promoções vão muito alem disso. Na subida de popularidade do wrestling profissional no Reino Unido, um orgão do governo instalou as divisões formais de peso:
- Lightweight - 59,8 limite (154 lb limite)
- Welterweight - 74,8 kg (165 lb)
- Middleweight - 79,8 kg (176 lb)
- Heavy middleweight -84,8 kg (187 lb)
- Light heavyweight - 89,8 kg (198 lb)
- Mid-heavyweight - 94,8 kg (209 lb)
- Heavyweight - 99,7 Kg (220 lb)

Exemplos de outras classes de peso:
- WWE Cruiserweight Championship (abaixo de 205 libras)
- WWE Cruiserweight Championship (abaixo de 99,7 kg)[6]
- WWF Light Heavyweight Championship (abaixo de 97,5 kg)
- AAA World Cruiserweight Championship (abaixo de 231 libras)
- CMLL World Middleweight Championship (abaixo de 192 libras)
- MLW World Middleweight Championship (abaixo de 205 libras)

### Cinturões por gênero
Gênero (sexo, masculino ou feminino) ocasionalmente dita a classificação dos títulos. Para um título específico para determinado sexo, a classificação the "Men's" (Homem) ou "Women's" (Mulher) é incluído no começo do nome do cinturão. Devido ao fato de o wrestling profissional é geralmente dominado pelos homens, apenas em títulos para mulheres se coloca oficialmente a classificação de gênero. Geralmente, apenas homens podem ganhar cinturões sem a especificação de sexo, embora Chyna ganhou o WWE Intercontinental Championship em 1999 contra Jeff Jarrett, mas é uma exceção. Em promoções que focam em apenas um gênero (assim como Women of Wrestling ou SHIMMER), especificação de gênero são esquecidas.
Andy Kaufman uma vez usou as classificações de gênero ao seu favor, transformando competições inter-gêneros em um único show. Kaufman se declarou o "Inter-Gender Champion of the World" (Campeão mundial inter-gêneros, em uma tradução livre), e ofereceu $1,000 para qualquer mulher que pudesse derrotá-lo.  Nenhuma teve sucesso enquanto durou a gimmick, embora em outras promoções como a WCW e WWE, mulheres têm conseguido derrotar homens.
Exemplos de títulos de gênero:
- Raw Women’s Championship
- SmackDown Women's Championship
- WWE Women's Championship (1956–2010)[7]
- WWE Divas Championship[8]
- AEW Women's World Championship
- Impact Wrestling Knockouts Championship
- AAA Reina de Reinas Championship
- CMLL World Women's Championship
- Women of Honor Championship
- World of Stardom Championship
- NWA World Women's Championship
- WCW Women's Championship

### Títulos de Gimmick
Classificações de gimmick algumas vezes criam cinturões. Nessas classificações, uma habilidade especial durante um certo tipo de luta, ou um certo estilo de luta é o que determina essa divisão, e o campeão é considerado o mais habilidoso wrestler naquele específico estilo.
Cinturões de gimmick tomam formas completamente diferentes. Uma variação comum é o Hardcore Championship, Onde as regras são completamente ignoradoas para uma luta o mais sangrenta possivel.  Outra variação comum é o Tevision Championship, que envolve defesas do título mais frequentes e a estipulação de que o título só pode trocar de mãos na televisão (ou seja, nada de novos campeões em pay-per-view ou em "house" shows) em um tempo limite de 15 minutos.
Títulos baseados no estilo tambem tem diversas formas. O Pure Wrestling Championship foca em um wrestling mais técnico, enquanto isso o título X Division da Total Nonstop Action Wrestling promove um estilo mais high-flying (embora não existam regras específicas para as lutas pelo título, então teoricamente, qualquer "estilo" pode conquistar o título).
Exemplos de Títulos de Gimmick e Style:
- WWE Hardcore Championship[9]
- WCW World Television Championship
- ECW World Television Championship
- ROH World Television Championship
- ROH Pure Championship
- TNA X Division Championship
- TNA Television Championship
- WCW Hardcore Championship

### Títulos de tag team
Cinturões de tag team são uma forma diferente de título de wrestling. ALguns consideram ser um tipo de título de estilo, mas esses cinturões cão únicos em incluir multiplos wrestlers em times competindo por múltiplos cinturões. A forma mais comum de de títulos de tag team é o formato 2-contra-2. Outros  títulos incluem os formatos 3-contra-3 e 4-contra-4.
Exemplos de cinturões de tag team:
- World Tag Team Championship (WWE)[10]
- WWE Tag Team Championship[11]
- ROH World Tag Team Championship
- TNA World Tag Team Championship
- AEW World Tag Team Championship
- MLW World Tag Team Championship
- IWGP Tag Team Championship
- NWA World Tag Team Championship
- WCW World Tag Team Championship
- ECW World Tag Team Championship
- AAA World Tag Team Championship
- CMLL World Tag Team Championship
- PWG World Tag Team Championship

Títulos de tag team são varias vezes combinados com regionais, gimmick, gênero, e classe de peso para maior variedade. Nesses casos os cinturões com essas propriedades normalmente são secundários deixando o título "Mundial" como o de máxima prioridade.
Exemplos de títulos de tag team modificados:
- NWA United States Tag Team Championship
- WCW United States Tag Team Championship
- TNA Knockout Tag Team Championship
- WCW Cruiserweight Tag Team Championship

Alguns títulos da Luta Profissional brasileira:
- Campeonato de Duplas da BWF

### Títulos não-sancionados
O conceito de cinturões, e seu papel central no wrestling, permitem um potencial para angles. Dentro de angles criam-se cinturões não-sancionados, que são defendidos em lutas sancionadas, mas não são reconhecidos como legítimos pela promoção.
Exemplos de cinturões não-sancionados:
- O Million Dollar Championship de Ted DiBiase na WWF[12][13]
- O "The World" Heavyweight Championship do Taz na ECW
- O Australian Heavyweight Championship da Sports Entertainment Xtreme na TNA
- Ric Flair levou com ele o Big Gold Belt em sua primeira entrada na WWF e disse se o único verdadeiro campeão mundial.
- Beer Drinking Championship (cinturão do "bebedor" de cerveja) de James Storm na TNA
- No final de 2008, Booker T introduziu o TNA Legends Championship e se nomeou o campeão. Esse é um exemplo raro de um título não-sancionado que se tornou legal.
- O CZW Ultraviolent Underground Championship na Combat Zone Wrestling.

Um wrestler tambem pode ganhar um cinturão sancionado e "renomeá-lo" durante seu reino. Como pode ser visto àbaixo:
- Lance Storm renomeou seus três títulos na WCW:
  - World Cruiserweight ( se tornou: 100 Kilos and Under)
  - United States Heavyweight ( se tornou: Canadian Heavyweight)
  - Hardcore (se tornou: Saskatchewan Hardcore International Title)

Outro desvio que um título sancionado pode sofrer é a proclamação de "co-champions", quando um aliado do verdadeiro campeão também detém uma cópia do cinturão. Essa prática foi usada pelo stable feminino Lay-Cool que se consideravam:
- Co-Women's Champions
  - Co-Divas Champions

Tambem, um wrestler pode ganhar um cinturão sancionado e redesenhar o título. Alguns (como o Big Gold Belt do Ric Flair e o Spinner belt do John Cena) se tornaram depois os oficiais, outros (como Smoking Skull Belt do Stone Cold Steve Austin e o Rated-R Spinner do Edge) terminaram junto com o reino do wrestler que o redesenhou.

## Veja tambem
- World Heavyweight Championship
- World Tag Team Championship